# Canton du Monastier-sur-Gazeille
Le canton du Monastier-sur-Gazeille est une ancienne division administrative française, située dans le département de la Haute-Loire et la région Auvergne.

## Composition
Le canton du Monastier-sur-Gazeille groupait onze communes :
- Alleyrac : 118 habitants
- Chadron : 207 habitants
- Freycenet-la-Cuche : 145 habitants
- Freycenet-la-Tour : 146 habitants
- Goudet : 63 habitants
- Laussonne : 991 habitants
- Le Monastier-sur-Gazeille : 1 734 habitants
- Moudeyres : 104 habitants
- Présailles : 161 habitants
- Saint-Martin-de-Fugères : 245 habitants
- Salettes : 129 habitants

## Histoire
Le canton a été supprimé en mars 2015 à la suite du redécoupage des cantons du département et les onze communes ont rejoint le canton de Mézenc.

## Représentation

### Conseillers généraux de 1833 à 2015
| Période           | Identité                                              | Parti                    | Qualité |
| ----------------- | ----------------------------------------------------- | ------------------------ | --- |
|                   |                                                       |                          | |
| 1833-1870         | François Victor Honoré Souteyran-Laroulle (1798-1883) |                          | Propriétaire, notaire et juge de paix, maire du Monastier-sur-Gazeille                                                                  |
| 1870-1871         | Pierre Victor Eynac                                   |                          | Propriétaire au Monastier-sur-Gazeille                                                                                                  |
| 1871-1882 (décès) | Félix Experton                                        | Droite                   | Mécanicien, maire du Monastier-sur-Gazeille                                                                                             |
| 1882-1889         | Jean-Jacques Therme                                   | Républicain              | Maire du Monastier-sur-Gazeille |
| 1889-1895         | Joseph Vidal                                          | Droite                   | Notaire au Monastier-sur-Gazeille |
| 1895-1907         | Adrien Chaussende                                     | Républicain              | Docteur en médecine, maire du Monastier-sur-Gazeille                                                                                    |
| 1907-1913         | Joseph Antier                                         | Conservateur             | Avocat au Puy-en-Velay Maire de Laussonne Député (1919-1924 et 1928-1932) - Sénateur (1938-1941)                                        |
| 1913-1937         | Laurent Eynac (petit-fils de P.V.Eynac)               | Rad.                     | Avocat Député (1914-1935) Sénateur (1935-1944) Ministre à huit reprises (entre 1920 et 1940)                                            |
| 1937-1940         | Paul Antier                                           | PAPF                     | Agriculteur à Laussonne Député (1936-1940 et 1945-1958)                                                                                 |
|                   |                                                       |                          | |
| 1942-1945         | Maurice Ollier                                        | Républicain              | Médecin Maire du Monastier-sur-Gazeille, ancien conseiller d'arrondissement Nommé conseiller départemental en 1942                      |
|                   |                                                       |                          | |
| 1945-1958         | Paul Antier (fils de Joseph Antier)                   | PPUS                     | Maire de Laussonne (1945-1947) Député (1945-1958) Secrétaire d'État (1950-1951) Ministre (1955-1956)                                    |
| 1958-1964         | Eugène Mazet (1901-1978)                              | DVD                      | Industriel à Brives-Charensac |
| 1964-1982         | Joseph Jamon                                          | DVD puis CD puis UDF-CDS | Cultivateur Maire de Laussonne |
| 1982-1988         | Paul-Henri Présumey                                   | PS                       | Docteur en médecine au Monastier-sur-Gazeille                                                                                           |
| 1988-2001         | Marcel Bocquin                                        | UDF-CDS                  | Directeur de CAT à Meymac (Corrèze) Maire du Monastier-sur-Gazeille                                                                     |
| 2001-2015         | André Nicolas                                         | DVD puis DVG             | Cadre du secteur privé Conseiller municipal du Monastier-sur-Gazeille 1er vice-président de la communauté de communes du Pays du Mézenc |

### Conseillers d'arrondissement (de 1833 à 1940)
| Période                                  | Période | Identité                       | Étiquette   | Qualité |
| ---------------------------------------- | ------- | ------------------------------ | ----------- | --- |
| 1833                                     | 1848    | Jean-Pierre Antier (1790-1854) |             | Propriétaire au Mas de la Varenne à Laussonne, maire de Laussonne (1815-1831 et 1835-1854)                  |
|                                          |         |                                |             | |
| 1883                                     | ?       | M. Rousset                     | Républicain | |
|                                          |         |                                |             | |
| 1919                                     | 1922    | Pierre Grangette               | Républicain | Conseiller municipal du Monastier                                                                           |
| 1922                                     | 1934    | Maurice Ollier                 | Républicain | Médecin, maire du Monastier, Président du Conseil d'arrondissement                                          |
| 1934                                     | 1940    | Jacques Arcis                  |             | Négociant en bestiaux                                                                                       |
| 1940                                     |         |                                |             | Les conseils d'arrondissement ont été suspendus par la loi du 12 octobre 1940 et n'ont jamais été réactivés |
| Les données manquantes sont à compléter. |         |                                |             | |

## Démographie
| 1962  | 1968  | 1975  | 1982  | 1990  | 1999  | 2006  | 2011  | 2012  |
| ----- | ----- | ----- | ----- | ----- | ----- | ----- | ----- | ----- |
| 6 511 | 6 064 | 5 324 | 4 882 | 4 414 | 4 043 | 4 053 | 4 076 | 4 042 |